# Congothemis longistyla
Congothemis longistyla là một loài chuồn chuồn ngô thuộc họ Libellulidae. Nó là loài đặc hữu của Cộng hòa Dân chủ Congo. Môi trường sống tự nhiên của nó là các khu rừng đất thấp ẩm nhiệt đới và cận nhiệt đới.